# Перес Рохас, Оскар
О́скар Пе́рес Ро́хас (исп. Óscar Pérez Rojas; род. 1 февраля 1973[…], Мехико) — мексиканский футболист, вратарь. Защищал ворота сборной Мексики. Выступал за мексиканский клуб «Крус Асуль». Участник трёх чемпионатов мира по футболу (1998, 2002, 2010). Рекордсмен чемпионата Мексики по количеству сыгранных матчей, совершённых сейвов и сыгранных матчей «на ноль».

## Клубная карьера
Оскар Перес провёл более 50 матчей за сборную Мексики, включая четыре матча на чемпионате мира 2002 года и чемпионате мира 2010 года. Он был основным голкипером клуба «Крус Асуль» с 1997 года, сыграв за клуб более 400 матчей. В составе сборной Мексики стал обладателем Кубка конфедераций 1999 года. Также обладатель Кубка КОНКАКАФ в 1998, 2003 и 2009 годах. В последние годы он выступал за клубы «УАНЛ Тигрес», «Хагуарес Чьяпас», «Некакса», «Пачука» и «Крус Асуль». В качестве футболиста сыграл 740 официальных матчей за всю карьеру. В 2019 году объявил о завершении карьеры игрока.

## Карьера в сборной
В 1995 году Перес в составе национальной команды принял участие в Кубке Америки в Уругвае. На турнире он был запасным и на поле не вышел. В 1997 году Оскар попал в заявку на участие в Кубке конфедераций в Саудовской Аравии. 16 декабря в заключительном матче группового этапа турнира против сборной Бразилии он дебютировал за сборную Мексики. В 1998 году Оскар выиграл Золотой кубок КОНКАКАФ. На турнире он принял участие в матчах против сборных Тринидада и Тобаго, Гондураса, Ямайки и США. В том же году Перес в составе национальной сборной поехал на чемпионат мира во Францию. На турнире он был запасным и на поле не вышел.
В 1999 году Оскар завоевал домашний Кубок конфедераций. На турнире он остался в запасе и не сыграл ни минуты.
В 2000 году Перес во второй раз принял участие в розыгрыше Золотого кубка КОНКАКАФ. На турнире он сыграл в матчах против команд Канады и Тринидада и Тобаго. В 2001 году Оскар стал серебряным призёром Кубка Америки в Колумбии. На турнире он сыграл в матчах против команд сборных Бразилии, Чили, Уругвая и Колумбии.
В 2002 году Перес был включен в заявку на участие в чемпионате мира в Японии и Южной Кореи. На турнире он сыграл в матчах против Эквадора, Италии, США и Хорватии. В 2003 году Оскар во второй раз завоевал Золотой кубок КОНКАКАФ. В 2004 году Перес попал в заявку на участие в Кубке Америки в Перу, но был запасным и на поле не вышел.
В 2009 году Оскару покорился третий в карьере Золотой кубок КОНКАКАФ, но он был запасным и не сыграл ни минуты. В 2010 году Перес принял участие в своём третьем чемпионате мира в ЮАР. На турнире он сыграл в матчах против команд ЮАР, Франции, Уругвая и Аргентины.

## Достижения

### Командные достижения
«Крус Асуль»
- Победитель чемпионата Мексики: 1997 (Зима)
- Обладатель Кубка Мексики: 1996/97
- Победитель Лиги чемпионов КОНКАКАФ: 1996, 1997

«Пачука»
- Победитель чемпионата Мексики: Клаусура 2016
- Победитель Лиги чемпионов КОНКАКАФ: 2016/17

Сборная Мексики
- Победитель Кубка конфедераций: 1999
- Обладатель Золотого кубка КОНКАКАФ: 1998, 2003, 2009